# Kleiner Mühlgraben (Teupitz)
Der Kleine Mühlgraben ist ein Meliorationsgraben und Zufluss des Teupitzer Sees auf der Gemarkung der Stadt Teupitz im Landkreis Dahme-Spreewald in Brandenburg. Er beginnt in einem Waldgebiet, dass sich südwestlich des Teupitzer Ortsteils Neuendorf befindet. Von dort verläuft der Graben zunächst in nördlicher Richtung und nimmt dabei Wasser aus einem Seitenarm auf, der von Westen zufließt. Anschließend zweigt der Graben in östliche Richtung, nimmt dort erneut Wasser von einem Seitenarm aus Neuendorf auf und fließt anschließend vorzugsweise in nordöstliche Richtung. Er unterquert die Chausseestraße und entwässert östlich des Wohnplatzes Kleine Mühle in den Teupitzer See.